# 白雪詩音
白雪詩音（1月2日—），日本的漫畫家，血型A型。

## 作品
- ROM-LESS 虛擬女僕貓餐館（2004年—2007年，Manga Time Kirara等，芳文社）
- Nico-Pri-Trans（日语：にこプリトランス）（2004年—2008年，Manga Time Kirara MAX，芳文社）
- 可爱宠物出租中（日语：レンタルきゅーと）（2004年—2010年，Manga Time Kirara MAX，不定期刊载、后转为隔月连载，芳文社）
- たかねのはな（2004年，Manga Time Kirara 10月号，单篇刊载，芳文社）
- SORA（2007年—2009年，Manga Time Kirara，芳文社）